# 卡比演算
在數學上，卡比演算是一個在几何拓扑学中用三維球面上有限多的形變步驟（卡比形變）的集合使框连接產生形變的方法。它以羅比恩·卡比之名命名。羅比恩·卡比證明了若M與N皆為三維流形 ，且它們分別是從L和J這兩個框連結上進行Dehn手术所得的，則它們是同胚的，當且僅當L和J藉由一連串的卡比形變產生關聯。根據Lickorish-Wallace定理，任意閉合且可定向的三維流形皆可由對三維球面裡的某些連結進行Dehn手術得到。
一個擴張的圖像和形變集合被用以描述四維流形。一個在三維球體中的框連結暗示著二維手柄對四維球的依附（此流形的三維邊界是上述連結圖的三維流形描述）。一維手柄可由兩個三維球（一維手柄的依附區）或（更常見地）有著點的非紐結化圓表示。這個點表示著一個標準有界的二維圓盤的鄰域，也就是有著點的圓，會被從四維球的內部切除。切除這個二維手柄相當於加上一個一維手柄。三維和四維的手柄通常不會在圖中指示出來。

## 手柄解構
- 一個閉合平滑的四維流形M通常會用手柄结构（英语：handle decomposition）描述。
- 一個零維手柄就是一個球，而其依附映射（英语：attaching map）是不交並的。
- 一個一維手柄是沿著兩個不相交的三維球依附的。
- 一個二維手柄是沿著一個立体环面（英语：solid torus）依附的。由於這個固體環嵌於一個三維流形中，四維流形上的手柄解構和三維流形上的紐結理論之間有關係。
- 一對指數相差1的手柄，當其中心以一個足夠簡單的方法連結時，它們可以消除而不會改變下面的流形。同樣，這些對可以創造。

在一個平滑四維流形中，兩個不同平滑手柄體（handlebody）的解構跟依附映射的同痕有限序列，以及手柄對的創造和消除（creation/cancellation）有關聯。